# Penstemon leonardii
Penstemon leonardii är en grobladsväxtart som beskrevs av Rydberg. Penstemon leonardii ingår i släktet penstemoner, och familjen grobladsväxter.

## Underarter
Arten delas in i följande underarter:
- P. l. higginsii
- P. l. patricus